# Francesco Rosi

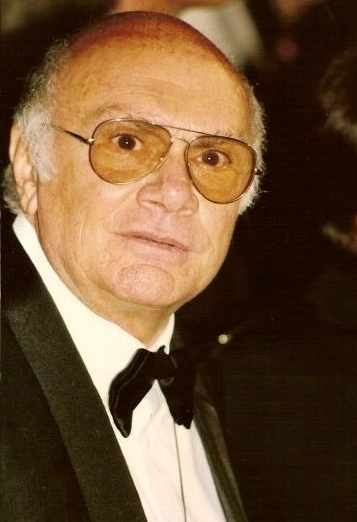
Francesco Rosi in den 1990er Jahren bei den Internationalen Filmfestspielen von Cannes

Francesco Rosi (* 15. November 1922 in Neapel; † 10. Januar 2015 in Rom) war ein italienischer Filmregisseur und Drehbuchautor. Zwischen den 1950er und 1990er Jahren drehte er 20 Spiel- und Dokumentarfilme. Zu Beginn der 1960er Jahre erwarb sich Rosi durch seine neorealistischen Werke Wer erschoss Salvatore G.? und Hände über der Stadt den Ruf eines Spezialisten für Mafiafilme, ehe er Ende der 1970er Jahre mit seinem Filmstil brach und die poetische Literaturverfilmung Christus kam nur bis Eboli vorlegte. In seiner Karriere wurde Rosi mit mehr als 30 internationalen Film- und Festivalpreisen ausgezeichnet, darunter die Goldene Palme der Internationalen Filmfestspiele von Cannes, der Goldene Löwe des Filmfestivals Venedig sowie ein British Academy Film Award.

## Leben
Rosi wuchs in gutbürgerlichen Verhältnissen auf und wurde schon in jungen Jahren von seinem Vater, der für eine Reederei arbeitete und selbst Hobbyfotograf war, an das Kino herangeführt. Obwohl er mit einem Filmstudium am Römer Centro Sperimentale di Cinematografia (C.S.C.) geliebäugelt hatte, schrieb er sich auf Wunsch seines Vaters an der Universität für Jura ein. Der Zweite Weltkrieg unterbrach Rosis Ausbildung. Er wurde eingezogen und diente in der Toskana. Zurück in seiner Heimatstadt Neapel setzte er sein Studium fort, widmete sich aber ab 1944 der Arbeit als Journalist bei Radio Neapel. Zwei Jahre später, 1946, bekleidete der Italiener eine Stelle als Regieassistent am Theater Quirino in Rom und wirkte als Autor und Schauspieler an der Revue E lui dice mit.
Während sich Rosi auf die Aufnahme für ein Filmstudium am C.S.C. vorbereitete, erhielt er einen Posten als Regieassistent bei Luchino Visconti und wirkte an dessen Produktion Die Erde bebt (1948) mit, der heute zu den bedeutenden Werken des italienischen Neorealismus gezählt wird. Dieser Stilrichtung fühlte er sich nach eigenem Bekunden zeitlebens zugehörig:

„Meine Generation von Regisseuren ist mit dem Neorealismus aufgewachsen. Das hat mich tief geprägt, und im Grunde genommen bin ich immer ein Neorealist geblieben. Visconti, Rossellini, de Sica – ich fühle mich als deren Schüler und Nachfolger.“

Danach sammelte Rosi weitere Erfahrungen als Regieassistent bei Visconti (Bellissima, 1951; Sehnsucht, 1954), Luciano Emmer (Ein Sonntag im August, 1950; Parigi è sempre Parigi, 1951; Bigamie ist kein Vergnügen, 1956), Michelangelo Antonioni (Kinder unserer Zeit, 1953) und Mario Monicelli (Verboten, 1956), arbeitete als Drehbuchautor und widmete sich gemeinsam mit Goffredo Alessandrini (Anita Garibaldi, 1952) und dem Schauspieler Vittorio Gassman (Kean, 1956) ersten Regiearbeiten. Seinen ersten eigenen Spielfilm, Die Herausforderung, realisierte er 1958, in dem der spanische Schauspieler José Suárez als ambitionierter Zigaretten-Schmuggler auftritt, der mit Hilfe der Mafia die neapolitanischen Frucht- und Gemüsemärkte an sich reißen will. Der Film in dem Rosi wie Visconti und Monicelli auf Laienschauspieler vertraute, brachte ihm ersten Erfolg seitens der Kritiker ein und er erwarb sich einen Ruf als Spezialist für Mafia-Filme mit sozial-kritischen Hintergrund, den er durch Wer erschoss Salvatore G.? (1962) unterstrich. Dieser markiert seinen internationalen Durchbruch und brachte ihm die Regiepreise des Sindacato Nazionale Giornalisti Cinematografici Italiani (SNGCI) und der Filmfestspiele von Berlin ein. Für Hände über der Stadt (1963) der die korrupte Boden- und Bauspekulation in einer italienischen Großstadt thematisiert erhielt Rosi den Goldenen Löwen der Filmfestspiele von Venedig, den Hauptpreis in Cannes für Der Fall Mattei (1972), eine Studie über den umstrittenen italienischen Industriellen Enrico Mattei, der 1962 bei einem mysteriösen Flugzeugabsturz ums Leben kam.
Ab Mitte der 1970er Jahre wandte sich Rosi dem poetischen Kino zu und es entstanden die Literaturverfilmung Christus kam nur bis Eboli (1979) über das Italien Benito Mussolinis, das Oscar-nominierte Familiendrama Drei Brüder mit Philippe Noiret, Michele Placido und Vittorio Mezzogiorno in den Titelrollen und die Opernverfilmung Carmen mit Julia Migenes und Plácido Domingo, für die Rosi jeweils erneut von der internationalen Kritik gefeiert und mit dem David di Donatello als bester italienischer Regisseur gewürdigt wurde. Ein Misserfolg war dagegen die internationale Produktion Chronik eines angekündigten Todes (1987) nach Gabriel García Márquez mit Rupert Everett und Ornella Muti in den Hauptrollen, ehe er mit Palermo vergessen wieder zum Mafia-Film zurückkehrte. Rosis letzte Regiearbeit stellt die Verfilmung Atempause (1997) nach Primo Levis Autobiografie dar, die die Heimreise eines Auschwitz-Überlebenden (gespielt von John Turturro) nach Italien dokumentiert. Im selben Jahr gehörte er zur internationalen Jury der Filmfestspiele von Venedig, während ihm 2002 der Deutsche Eckhart Schmidt das Porträt Francesco Rosi – Momente der Wahrheit widmete.
Gemeinsam mit seiner Ehefrau Giancarla hatte Rosi eine Tochter, Carolina Rosi, die Schauspielerin ist. Für sein filmisches Schaffen wurde der Regisseur und Drehbuchautor bei der David-di-Donatello-Verleihung 2006 mit einem Ehrenpreis gewürdigt, nachdem er in der Vergangenheit fünfmal mit dem Regiepreis ausgezeichnet worden war. Bei den Filmfestspielen von Berlin 2008 wurde Rosi mit dem Goldenen Ehrenbären und einer filmischen Hommage geehrt. 2012 wurde er im Rahmen der 69. Auflage der Internationalen Filmfestspiele von Venedig mit dem Goldenen Löwen für sein Lebenswerk geehrt. Einher ging diese Ehrung mit einer Aufführung von Rosis Film Der Fall Mattei, der von Martin Scorseses Film Foundation restauriert wurde.
Francesco Rosi starb am 10. Januar 2015 in Rom im Alter von 92 Jahren.

## Filmografie (Auswahl)

### Regie
- 1958: Die Herausforderung (La sfida)
- 1959: Auf St. Pauli ist der Teufel los (I magliari)
- 1961: Wer erschoss Salvatore G.? (Salvatore Giuliano)
- 1963: Die Hände über der Stadt (Le mani sulla città)
- 1965: Augenblick der Wahrheit (Il momento della verità)
- 1967: Schöne Isabella (C'era una volta…)
- 1970: Bataillon der Verlorenen (Uomini contro)
- 1972: Der Fall Mattei (Il caso Mattei)
- 1973: Lucky Luciano (Lucky Luciano)
- 1976: Die Macht und ihr Preis (Cadaveri eccellenti)
- 1979: Christus kam nur bis Eboli (Cristo si è fermato a Eboli)
- 1981: Drei Brüder (Tre fratelli)
- 1984: Carmen (Carmen)
- 1987: Chronik eines angekündigten Todes (Cronaca di una morte annunciata)
- 1990: Palermo vergessen (Dimenticare Palermo)
- 1992: Neapolitanisches Tagebuch (Diario napoletano) (Dokumentarfilm)
- 1997: Atempause (La tregua)

### Drehbuch
- 1951: Bellissima
- 1955: Bigamie ist kein Vergnügen (Il bigamo)
- 1955: Vier Herzen in Rom (Racconti romani)
- 1956: Genie und Wahnsinn (Kean)

## Auszeichnungen
British Academy Film Award
- 1982: Bester ausländischer Film für Christus kam nur bis Eboli
- 1983: nominiert in der Kategorie Bester ausländischer Film für Carmen

César
- 1985: nominiert in den Kategorien Bester Film und Beste Regie für Carmen

David di Donatello
- 1976: Beste Regie für Die Macht und ihr Preis
- 1979: Beste Regie für Christus kam nur bis Eboli
- 1981: Beste Regie und Bestes Drehbuch für Drei Brüder
- 1985: Beste Regie und Alitalia-Preis für Carmen
- 1997: Beste Regie für Atempause
- 2006: 50.-Jubiläums-David

Ehrenlegion
- 2009: Officier de la Légion d’Honneur

Internationale Filmfestspiele Berlin
- 1962: Silberner Bär für die Beste Regie für Wer erschoss Salvatore G.?
- 2008: Goldener Ehrenbär für das Lebenswerk

Internationale Filmfestspiele von Cannes
- 1972: Grand Prix für Der Fall Mattei

Internationale Filmfestspiele von Venedig
- 1958: Spezialpreis der Jury für Die Herausforderung
- 1963: Goldener Löwe für Hände über der Stadt
- 1989: Pietro-Bianchi-Preis
- 2012: Goldener Löwe für sein Lebenswerk

International Istanbul Film Festival
- 1998: Preis für das Lebenswerk

Montréal World Film Festival
- 2000: Grand Prix Special des Amériques

Internationales Filmfestival Moskau
- 1979: Goldener Preis für Christus kam nur bis Eboli

San Francisco International Film Festival
- 1997: Akira-Kurosawa-Preis

Nastro d’Argento
- 1959: Bestes Originaldrehbuch für Die Herausforderung
- 1963: Beste Regie für Wer erschoss Salvatore G.?
- 1981: Beste Regie für Drei Brüder

Syndicat Français de la Critique de Cinéma
- 1981: Bester ausländischer Film für Christus kam nur bis Eboli

## Filmdokumentation
- Francesco Rosi – Momente der Wahrheit. TV-Dokumentarfilm, Deutschland 2002, von Eckhart Schmidt; 86 Minuten.